# Prowincja Komondjari
Prowincja Komondjari, także Komandjoari – jedna z 45 prowincji w Burkina Faso.
Ma powierzchnię ponad 5 tysięcy km². W 2006 roku mieszkało w niej ponad 80 tysięcy ludzi, była wtedy trzecią najsłabiej zamieszkaną prowincją w kraju. W 1996 roku na jej terenach zamieszkiwało ponad 50 tysięcy osób.